# Le Fay
Le Fay település Franciaországban, Saône-et-Loire megyében. Lakosainak száma 621 fő (2022. január 1.). Le Fay Frangy-en-Bresse, Beaurepaire-en-Bresse, Montagny-près-Louhans, Montcony, Ratte, Sagy, Saillenard, Saint-Usuge és Savigny-en-Revermont községekkel határos.

## Népesség
A település népességének változása:
| Lakosok száma | 641  | 641  | 648  | 639  | 638  | 634  | 629  | 625  | 621  |
|               | 2013 | 2015 | 2016 | 2017 | 2018 | 2019 | 2020 | 2021 | 2022 |